# نبض الكلام
نبض الكلام برنامج تلفزيزني ديني يعرض على قناة ام بي سي , يقدمه الإعلامي عبد الله المديفر , يمثل البرنامج أحد البرامج الدينية التي تبث في شهر رمضان , حيث يناقش البرنامج عدد من الموضوعات تشمل الفقه الإسلامي وتطبيقاته المعاصرة ، وقضايا المرأة بين تأصيل الشرع وتطبيقات الواقع ، وقضايا الإعلام بين مفاهيم القيمة وضرورات الترفيه ، وقضايا التعليم بين النظرية والتطبيق ، بالإضافة إلى قضايا التعبد والتدين , يستضيف البرنامج عدد من العلماء والدعاة أمثال عائض القرني وسعد البريك وخالد بن عبد الله المصلح.